# Departamentos de Chile
En Chile, los departamentos fueron la subdivisión geográfica político-administrativa del territorio chileno. Con las constituciones han variado en su significado.

## Departamentos de 1822
Con esta Constitución se derogan las intendencias. Se conservan los cabildos y los distritos. Se crean departamentos. Según la Constitución de 1822, los departamentos son regidos por un delegado directorial.

## Departamentos de 1823
Con la Constitución de 1823, los departamentos equivalen a las antiguas intendencias o provincias. Son regidas por gobernadores.
Así tenemos los siguientes departamentos:
- Coquimbo.
- Santiago.
- Concepción.
- Valdivia, llamada también Gobierno de Valdivia.

Los departamentos se dividen en delegaciones, equivalentes a los antiguos partidos, que son regidas por delegados.
Con las Leyes Federales de 1826, Chile se divide en provincias (formados de la división y reorganización de los departamentos de 1823). 
Con la Constitución de 1828, Chile se divide en provincias (equivalentes a las provincias de 1826). Las provincias son regidas por intendentes y administradas por Asambleas Provinciales.
Las provincias se dividen en unidades territoriales menores (sin un nombre especial) correspondiente a los territorios de las municipalidades o antiguos cabildos que son regidos por gobernadores y administradas por municipalidades.
Estos territorios, hacia 1830, se comienzan a denominar como departamentos. Esta denominación se fija con la Constitución de 1833.

## Departamentos de 1833
De acuerdo a la Constitución de 1833 el departamento es regido por un gobernador departamental. Los departamentos equivalen a las delegaciones de la Constitución de 1823, que corresponden a los territorios de las municipalidades de acuerdo a la Constitución de 1828. 
Los departamentos, son divididos en subdelegaciones, y éstas a su vez en distritos. En su cabecera, se crea además una Municipalidad, para la administración local del Departamento, por lo que se le denomina Municipalidad Departamental. En 1891, con la ley de Comuna Autónoma, se crea municipalidades en localidades alejadas de la cabecera departamental, que administran una o más subdelegaciones.

## Departamentos en 1925
La Constitución de 1925, estipula una división política (provincia, departamento, subdelegación, distrito) y una división administrativa (provincia, comuna). El territorio de la comuna equivale a una subdelegación (división política).
Las municipalidades se encargan de la administración comunal. También se modifica la municipalidad, en la que se reduce de tres alcaldes a uno, y un número de regidores proporcional a la población comunal.
El 30 de diciembre de 1927, con DFL 8582 y 8583, se reorganizan y racionalizan las provincias, los departamentos, las subdelegaciones y comunas y los distritos.
En la década de 1970, con sucesivos decretos se reforma la división político administrativa de Chile y se suprimen los departamentos.
- Datos: Q5803078